# Fred Reinfeld
Fred Reinfeld (New York, 27 gennaio 1910 – East Meadow, 29 maggio 1964) è stato uno scacchista e scrittore statunitense.

## Biografia
È noto come uno dei più prolifici autori di libri di scacchi, con oltre cento titoli pubblicati. Scrisse anche diversi libri sulla numismatica e la filatelia e libri divulgativi su altri argomenti, tra cui la geologia, la storia, la medicina, la fisica, la politica e la giurisprudenza.
Partecipò a pochi tornei importanti, tutti negli Stati Uniti, ottenendo il titolo di Maestro. Nel 1933 vinse il campionato dello Stato di New York davanti a Reuben Fine, Anthony Santasiere e Arnold Denker. Nel 1950 era al sesto posto nel rating della United States Chess Federation, dopo Fine, Samuel Reshevsky, Alexander Kevitz, Arthur Dake e Albert Simonson. Vanta vittorie contro Reshevsky (due volte), Fine, Marshall e Denker, e una patta contro il campione del mondo Aleksandr Alechin. 
Nel 1933 fondò, assieme a Isaac Kashdan e Al Horowitz, la rivista Chess Review, che rimase attiva fino al 1969, quando si fuse con la rivista Chess Life, assumendo il titolo Chess Life & Review.  

## Pubblicazioni

### Scacchi
Nota: la lista è incompleta.
- Chess Strategy and Tactics: Fifty Master Games (Black Knight, New York, 1933)
- A. Alekhine vs. E.D. Bogoljubow: World's Chess Championship 1934 (McKay, Philadelphia, 1934)
- Dr. Lasker's Chess Career, Part I, 1889–1914 (Printingcraft, London, 1935)
- The Cambridge Springs International Tournament 1904 (Black Knight Press, 1935)
- The Chess Masters On Winning Chess
- The Elements of Combination Play In Chess (Black Knight, New York, 1935)
- Beginner's Guide to Winning Chess
- Book of the 1935 Margate Tournament
- Book of the 1935 Warsaw International Chess Team Tournament
- Book of the 1936–37 Hastings Tournament
- Botvinnik the Invincible
- Botvinnik's Best Games, 1927–1934
- British Chess Masters: Past and Present
- Colle's Chess Masterpieces (Black Knight Press, New York, 1936)
- Kemeri Tournament, 1937
- Semmering-Baden Tournament of 1937
- Games of the 1938 Washington State Chess Association Championship (1938)
- Chess Mastery by Question and Answer (McKay, Philadelphia, 1939)
- Ventnor City Tournament, 1939 (New York, 1939)
- Practical End-game Play (Pitman, London, 1940)
- Keres' Best Games of Chess (1941)
- Chess for Amateurs: How To Improve Your Game (McKay, Philadelphia, 1942)
- Chess Quiz (McKay, Philadelphia, 1945)
- Chess By Yourself (McKay, Philadelphia, 1946)
- Learn Chess From the Masters (Dover, New York, 1946)
- Challenge to Chessplayers (McKay, Philadelphia, 1947)
- Tarrasch's Best Games of Chess (Chatto & Windus, London 1947)
- Learn Chess Fast! (con Reshevsky) (McKay, Philadelphia, 1947)
- Hypermodern Chess: As Developed in the Games of Aron Nimzovich  (Dover, New York, 1948)
- How To Play Better Chess (Pitman, New York, 1948)
- The Unknown Alekhine 1905–1914
- The USCF 7th Biennial US Championship of 1948
- Keres' Best Games of Chess, 1931–1948 (Printed Arts Co., 1949)
- The Fireside Book of Chess (con Irwin Chernev) (Simon & Schuster, New York, 1949)
- The Games of the 1933 Match Between S. Flohr and M. Botvinnik
- The Immortal Games of Capablanca
- A Treasury of British Chess Masterpieces (Chatto & Windus, London, 1950)
- Fifty-one Brilliant Chess Masterpieces (Capitol Pub, New York, 1950)
- The Treasury of Chess Lore (McKay, New York, 1951)
- First Book of Chess (con Al Horowitz), Harper & Row, New York, 1952
- How To Improve Your Chess (con Horowitz) (Collier, New York, 1952)
- The Human Side of Chess (Pellegrini & Cudahy, New York 1952)
- Second Book of Chess: The Nine Bad Moves, and How to Avoid Them (Sterling, New York, 1953)
- The Complete Chessplayer (Prentice Hall, Englewood Cliffs, New Jersey, 1953)
- Third Book of Chess: How to Play the White Pieces (Sterling, New York, 1954)
- How To Be A Winner at Chess (Hanover, Garden City, 1954)
- Improving Your Chess (Faber, London, 1954)
- Instructive and Practical Endings From Master Chess
- Immortal Games of Capablanca
- 1001 Ways to Checkmate (Sterling, New York, 1955)
- 1001 Brilliant Chess Sacrifices and Combinations (Sterling, New York, 1955)
- 1001 Brilliant Ways to Checkmate (Wilshire Books, Hollywood, 1955)
- Improving Your Chess (Barnes & Noble, New York, 1955)
- Chess Strategy for Offense and Defense (Barnes & Noble, New York, 1955)
- E. S. Lowe's Chess In 30 Minutes (E.S. Lowe Co, New York, 1955)
- Fifth Book of Chess: How to Win When You're Ahead (Sterling, New York, 1955)
- Fourth Book of Chess: How to Play the Black Pieces (Sterling, New York, 1955)
- Chess Tactics for Beginners
- Chess Traps, Pitfalls, and Swindles
- Chess Victory Move By Move
- Chess: Attack and Counterattack (Sterling, New York, 1955)
- Sixth Book of Chess: How to Fight Back (Sterling, New York, 1955)
- Strategy in the Chess Endgame
- How To Beat Your Opponent Quickly (Sterling, New York, 1956)
- How To Play Chess Like A Champion (Fawcett, Greenwich, 1956)
- Why You Lose At Chess (Simon & Schuster, New York, 1956)
- How to Play the King Pawn Openings (Sterling, New York, 1956)
- How to Play the Queen Pawn Openings and Closed Games (Sterling, New York, 1957)
- Complete Book of Chess Openings (Sterling, New York, 1957)
- How To Get More Out of Chess (Hanover, Garden City, 1957)
- How to Think Ahead in Chess (con Horowitz)
- How To Win Chess Games Quickly (Barnes & Noble, New York, 1957)
- Reinfeld Explains Chess (Sterling, New York, 1957)
- Reinfeld On The End-Game in Chess (Dover, New York, 1957)
- How To Force Checkmate (Dover, New York, 1958)
- Complete Book of Chess Stratagems (Sterling, New York, 1958)
- Development of a Chess Genius, 100 Instructive Games of Alekhine (Dover)
- Art of Chess (edited by Reinfeld; written by Mason) (1958)
- Chess for Children, with Moves and Positions Pictured in Photo and Diagram
- Chess: How to play the Queen Pawn Openings (W. Foulsham & Co, London)
- Chess In A Nutshell (Permabooks, New York, 1958)
- Attack and Counterattack In Chess (Barnes & Noble, New York, 1958)
- The Secret of Tactical Chess (Crowell, New York, 1958)
- The Way To Better Chess (Macmillan, New York, 1959)
- Thirty Five Nimzowitsch Games, 1904–1927
- Win at Chess (Dover, New York, 1958)
- Winning Chess: How to Perfect your Attacking Play
- Winning Chess for Beginners (Grosset, New York, 1959)
- 1001 Chess Sacrifices and Combinations (Barnes & Noble, New York, 1959)
- A New Approach to Chess Mastery (Hanover House, Garden City, 1959)
- Chess Secrets Revealed (Wilshire, Hollywood, 1959)
- Creative Chess (Sterling, New York, 1959)
- Chess Combinations and Traps
- The Way To Better Chess (Macmillan, New York, 1959)
- Thirty Five Nimzowitsch Games, 1904–1927
- The Complete Chess Course (Doubleday, Garden City, 1959)
- Winning Chess: How to Perfect your Attacking Play
- Winning Chess for Beginners (Grosset, New York, 1959)
- 101 Chess Problems for Beginners (Wilshire, Hollywood, 1960)
- The Great Chess Masters and Their Games (Hanover, Garden City, 1960)
- The Easiest Way To Learn Chess (Simon & Schuster, New York, 1960)
- The Complete Book of Chess Tactics (Doubleday, Garden City, 1961)
- Winning Chess Openings (Hanover, Garden City, 1961)
- Great Brilliancy Prize Games of the Chess Masters (Collier, New York, 1961)
- Great Short Games of the Chess Masters (Collier, New York, 1961)
- How To Play Winning Chess (Bantam Books, New York, 1962)
- A Chess Primer (Dolphin Books, Garden City, 1962)
- Chess: Win in 20 Moves or Less (Crowell, New York, 1962)
- Lasker's Greatest Chess Games, 1889–1914 (Dover, New York, 1963)
- Great Moments In Chess (Doubleday, New York, 1963)
- Great Games By Chess Prodigies (Macmillan, New York, 1967)
- Morphy Chess Masterpieces (con Andrew Soltis), Macmillan, New York, 1974
- An Expert's Guide to Chess Strategy (Hollywood, 1976)

### Dama
- How to Play Checkers (Barnes & Noble, New York, 1957)
- How to Play Top-Notch Checkers (Sterling, New York, 1957)
- How to Win at Checkers (Wilshire, Hollywood, 1957)
- How to Be a Winner at Checkers (Hanover House, New York, 1960)

### Numismatica e filatelia
- Coinometry (con David Boehm) (Sterling, New York, 1952)
- Treasury of the World's Coins (Sterling, New York, 1953)
- Coin Collecting for Beginners (con Burton Hobson)
- Coin Collector's Handbook (Sterling, New York, 1954)
- A Catalogue of the World's Most Popular Coins, (Sterling, New York, 1956)
- Commemorative Stamps of the U.S.A. (Bramhall House, New York, 1956)
- Fun with Stamp Collecting (Garden City, NT, 1957)
- Cash for Your Coins (Sterling, New York, 1957)
- Coin Collecting (Bonanza, New York, 1958)
- How to Build a Coin Collection (Sterling, New York, 1958)
- Coin Dictionary and Guide (con C.C. Chamberlain), Bonanza, New York, 1960
- A Simplified Guide to Collecting American Paper Money, (Hanover House, New York, 1960)
- A Treasury of American Coins (Garden City, New York, 1961)
- A Catalogue of European Coins (Oak Tree Press, London, 1961)
- Pictorial Guide to Coin Conditions (con Burton Hobson) (Garden City, New York, 1962)
- Manual of Coin Collectors and Investors (Sterling, New York, 1963)
- Picture Book of Ancient Coins (Sterling, New York, 1963)
- US Commemorative Coins and Stamps (Sterling, New York, 1964)

- Stamp Collector's Price Guide (con Robert Obojski), Sterling, New York, 1986

### Altro
- Oliver Twist (Pocket Books, New York, 1948)
- Blazer the Bear (Sterling, New York, 1953)
- Treasures of the Earth (Sterling, New York, 1954)
- Uranium and other Miracle Metals (Sterling, New York, 1955)
- Young Charles Darwin (Sterling, New York, 1956)
- They Almost Made It (Thomas Crowell Co., New York, 1956)
- Miracle Drugs and the New Age of Medicine (Sterling, New York, 1957)
- The Story of Paper Money, Including Catalogue of Values (Sterling, NT, 1957)
- Trappers of the West (Crowell, New York, 1957)
- Rays Visible and Invisible (Sterling, New York, 1958)
- The Great Dissenters, Guardians of their Country's Laws and Liberties (Crowell, New York, 1959)
- The Real Book About Whales and Whaling (Garden City, New York, 1960)
- What's New in Science (Sterling, New York, 1960)
- First Book of Famous Battles (Garden City, New York, 1961)
- The Real Book About Famous Battles (Doubleday, New York, 1961)
- Picture Book of Atomic Science (Sterling, New York, 1963)
- The Biggest Job in the World: The American Presidency (Crowell, New York, 1964)
- Pony Express (Collier, New York, 1966)